# Welschbillig
Welschbillig település Németországban, Rajna-vidék-Pfalz tartományban. Lakosainak száma 2654 fő (2023. december 31.). Welschbillig Newel és Kordel községekkel határos.

## Népesség
A település népességének változása:
| Lakosok száma | 2693 | 2621 | 2623 | 2610 | 2628 | 2654 |
|               | 1975 | 2017 | 2019 | 2021 | 2022 | 2023 |